# میروسلاو پوسپیشیل
میروسلاو پوسپیشیل (چکی: Miroslav Pospíšil; ۲۷ سپتامبر ۱۸۹۰ – ۱۹۶۴) بازیکن فوتبال اهل چکسلواکی بود.
از باشگاه‌هایی که در آن بازی کرده‌است می‌توان به باشگاه فوتبال اسپارتا پراگ اشاره کرد.
وی همچنین در تیم ملی فوتبال چکسلواکی بازی کرده‌است.